# Свети Никола (Бер)
Свети Никола (грч. Άγιος Νικόλαος, Ајос Николаос) је насељено место у општини Бер у периферији Средишња Македонија, Грчка. Према попису из 2021. године било је 50 становника.
Свети Никола је новоизграђено насеље у атару села Чорново, које је на попису из 1981. године имало 66 становника. Име је добило по оближњем истоименом манастиру.